# Schrancz Mihály
Schrancz Mihály üzletember, ingatlanfejlesztő, városfejlesztési szakember, TEDx előadó.

## Szakmai munkássága
Két évtizedes nemzetközi tapasztalattal a hazai és régiós ingatlanpiac meghatározó szereplője. Pályafutását a 2000-es évek elején a hamburgi ECE bevásárlóközpont-fejlesztőnél kezdte, később a frankfurti Hochtief AG ingatlanfejlesztő cégénél dolgozott.
2015 és 2023 között irányította a hazai ingatlanpiac TOP 5 fejlesztő cége között jegyzett Property Market szakmai munkáját, ebből 3 évig a cég első számú vezetőjeként. Nevéhez fűződik a HillSide Offices, az Elysium, a BEM Center, a Dürer Park és a BudaPart, Budapest történetének legnagyobb városnegyed-léptékű többfunkciósú projektje, amely 2022-ben elnyerte a FIABCI World Prix d’Excellence díjat.
A magyar BIM Szövetség alapító tagja, több évig a HuGBC elnökségi pozícióját is betöltötte. Háromszor választották a Portfolio TOP 50 legbefolyásosabb ingatlanpiaci szereplőjének listájára.
Feleségével 2013-ban alapították meg a Realis Groupot, amely mára – ingatlan és nagyvállalati kommunikáció területen – több tevékenységet és leányvállalatot is magában foglaló cégcsoporttá vált. 2023 áprilisától a cégcsoport vezérigazgatójaként tevékenykedik. 2023 decemberében jelentette be üzlettársaival alapított új ingatlanfejlesztő cége – a Realis Development – hazai piacra lépését.

## Tanulmányai
- Dr. habil, Pécsi Tudományegyetem Breuer Marcell Doktori Iskola
- Dr. fokozat, Doctor of Liberal Arts (DLA) / Szabad Művészetek Doktora, Pécsi Tudományegyetem Breuer Marcell Doktori Iskola – Design, Műemlék és Kulturális Örökségvédelem 2004-2007
- Építész, Pécsi Tudományegyetem 1998-2004
- Technische Universitat, Dortmund 1999-2000

## Akadémiai munkássága
- Egyetemi docens Dr. habilis - BME Építőmérnöki Kar 2008-2015
- Rendszeres meghívott előadó többek között az ELTE Gazdaságtudományi Karán

## Kiemelt projektjei ingatlanfejlesztőként
- ÁRKÁD Örs Vezér Tere: bővítés előkészítés, Espark Eskisehir – ECE – (retail) 2006-2008
- Capital Square – Hochtief – (iroda) 2008-2011
- Hill Side – Red Real Cons – (iroda) 2013-2017
- BudaPart – Property Market –– (lakó/iroda/hotel/retail/infrastruktúra) 2013-2030
- BEM – Property Market – (iroda/hotel) 2019-2024
- Dürer Park – Property Market – (iroda/lakó/infrastruktúra) 2019-2024

## Fontosabb pozíciói üzletemberként
- ECE Projektmanagement GmbH & Co. - projektvezető, projektfejlesztő 2006-2008
- HOCHTIEF Development Hungary - projektvezető, projektfejlesztő 2008-2013
- Red Real Consulting Kft. - Ügyvezető igazgató, tulajdonos 2013-
- Property Market Kft. - Fejlesztési igazgató 2015-2020, Ügyvezető igazgató 2020-
- Realis Group - Befektető 2013-, CEO 2023-
- HD Communications Kft. - a társaságot tulajdonló holding cég ügyvezető igazgatója 2013-

## Elismerései
- Top Real Estate Executives - Budapest Business Journal 2022
- TOP 50 A Hazai Ingatlanpiac Legmeghatározóbb Szereplője – Portfolio.hu 2021

## Szakmai tagságai
- Magyar Környezettudatos Építés Egyesülete - HuGBC - elnökségi tag 2011-2012
- Magyar BIM Épület Információs Szövetség - MaBIM – alapító, elnökségi tag 2014-2016